# Los Toriles
Los Toriles är en ort i Mexiko.   Den ligger i kommunen San Miguel de Allende och delstaten Guanajuato, i den centrala delen av landet, 250 km nordväst om huvudstaden Mexico City. Los Toriles ligger 2 149 meter över havet och antalet invånare är 205.
Terrängen runt Los Toriles är kuperad söderut, men norrut är den platt. Runt Los Toriles är det ganska tätbefolkat, med 96 invånare per kvadratkilometer. Närmaste större samhälle är Xoconoxtle el Grande, 8,3 km norr om Los Toriles. Trakten runt Los Toriles består i huvudsak av gräsmarker.